# Ogyris aurantiaca
Ogyris aurantiaca är en fjärilsart som beskrevs av Hans Rebel 1912. Ogyris aurantiaca ingår i släktet Ogyris och familjen juvelvingar. Inga underarter finns listade i Catalogue of Life.